# Geraldine van de Sande Bakhuyzen

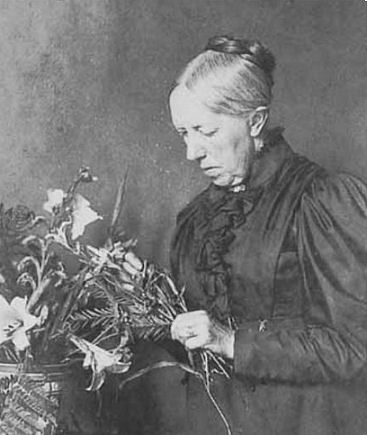
Geraldine van de Sande Bakhuyzen (zw. 1880 bis 1885)

Geraldine van de Sande Bakhuyzen (* 27. Juli 1826 in Den Haag; † 19. September 1895 ebenda) war eine niederländische Malerin. Sie zählt zur zweiten Generation der Haager Schule.

## Leben
Geraldine van de Sande Bakhuyzen wurde am 27. Juli 1826 in Den Haag als Tochter des Malers Hendrikus van de Sande Bakhuyzen und Sophia Wilhelmine Kiehl geboren. Ihr Bruder war der Maler Julius van de Sande Bakhuyzen. Mit ihrem Bruder wurde sie zunächst von ihrem Vater in der Malerei unterrichtet. Später besuchte sie die Koninklijke Akademie van Beeldende Kunsten in Amsterdam. Bekannt wurde sie als Malerin von Stillleben. Sie malte in der Tradition des holländischen Stilllebens des 17. Jahrhunderts, jedoch unter dem Einfluss der Schule von Barbizon und des französischen Impressionismus stellt sie in ihren Werken nicht mehr die Charakteristik, sondern den spezifischen Charakter und die Atmosphäre in den Mittelpunkt.
Bereits sehr früh begann Geraldine van de Sande Bakhuyzen Blumen zu malen. Damit machte sie zunächst bei ihrer Familie und bei Freunden keinen besonderen Eindruck, es war für Mädchen keine ungewöhnliche Beschäftigung. Doch ihr Vater erkannte ihr Talent und als 1850 die Academie Minerva in Groningen einen Preis für ein Bild zu „Rosen und Dahlien“ auslobte, nahm sie auf Anraten ihres Vaters an diesem Wettbewerb teil. Sie erhielt die bescheidene Belohnung und stellte zu ihrem Erstaunen fest, dass die Minerva-Akademie das Bild als ihr Eigentum betrachtete. Jedoch wurde dadurch ihr Name der Öffentlichkeit bekannt. Van de Sande Bakhuyzen beschloss sich der Malerei von Blumen und Früchten zu widmen. Dadurch erlangte sie außergewöhnliche Beachtung. In ihren Bildern gibt es keine Gleichheit, und ihre Motive scheinen nicht „arrangiert“ zu sein, alles scheint zufällig an seinen Platz gefallen und völlig natürlich zu sein. Sie teilte sich mit ihrem Bruder Julius ein Atelier.
Für ihre Arbeit gewann sie 1857 die Silbermedaille in Den Haag, die Ehrenmedaille 1861 in Amsterdam, eine weitere 1863 in Den Haag und eine Auszeichnungsmedaille auf der Amsterdamer Kolonialausstellung 1885.
Sie war Mitbegründerin der Hollandsche Teekenmaatschappij und Mitglied der Künstlervereinigung Arti et Amicitiae.
Ihre Werke stellte sie auch international aus. Wie auf der Internationale Koloniale en Uitvoerhandel Tentoonstelling 1883 in Amsterdam, oder im Palace of Fine Arts für die Weltausstellung 1893 in Chicago.

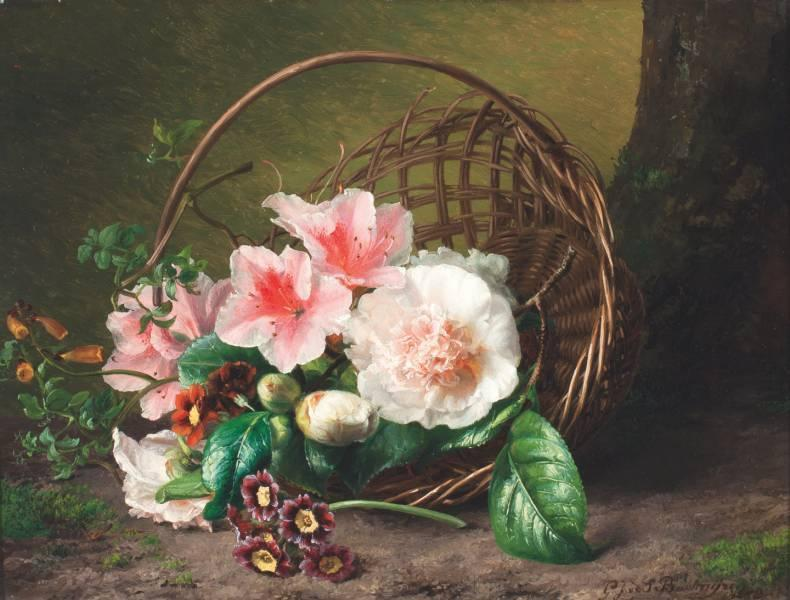
Stillleben mit Blumen in einem Korb, 1868
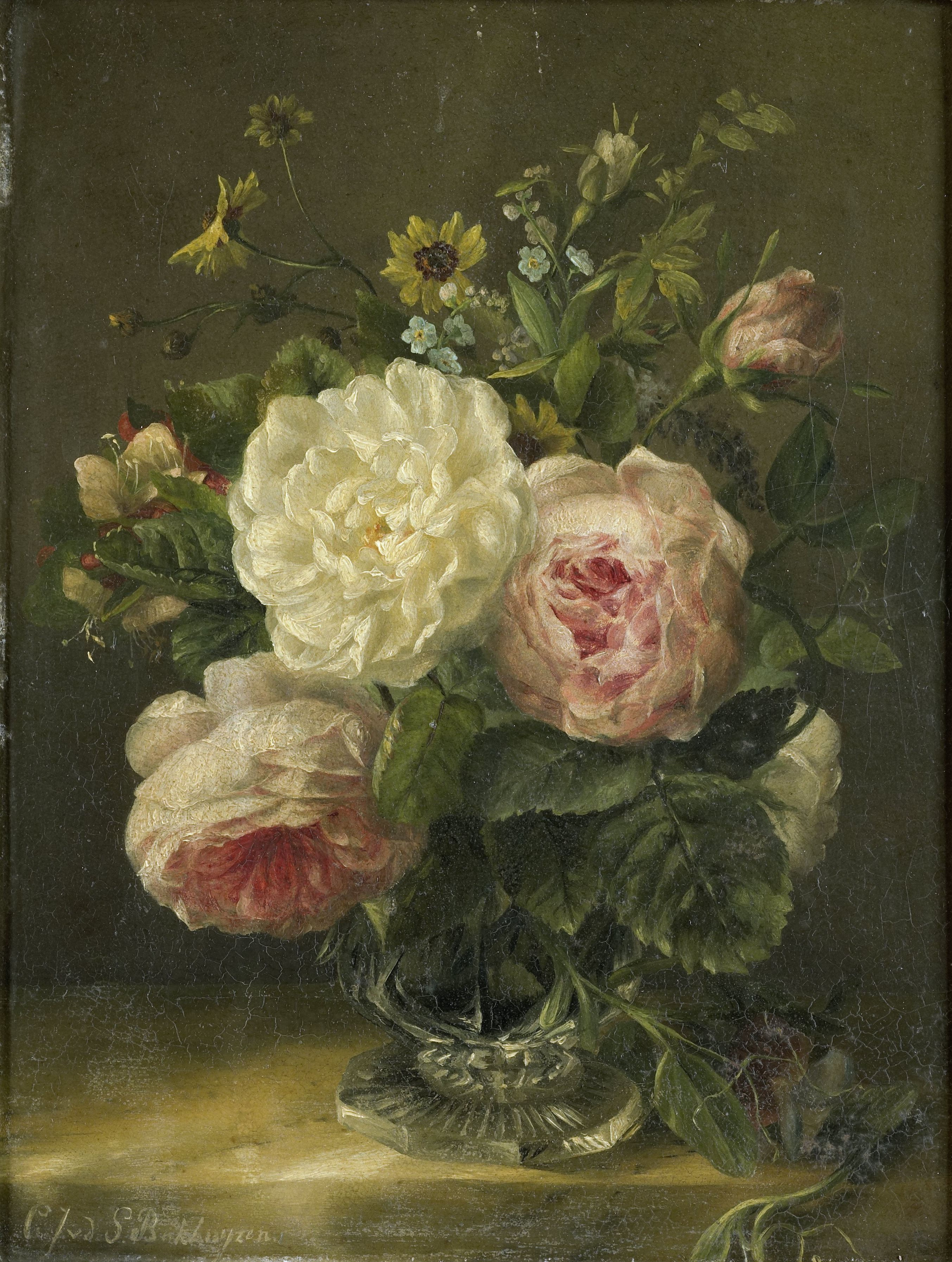
Stillleben mit Blumen in einer Vase
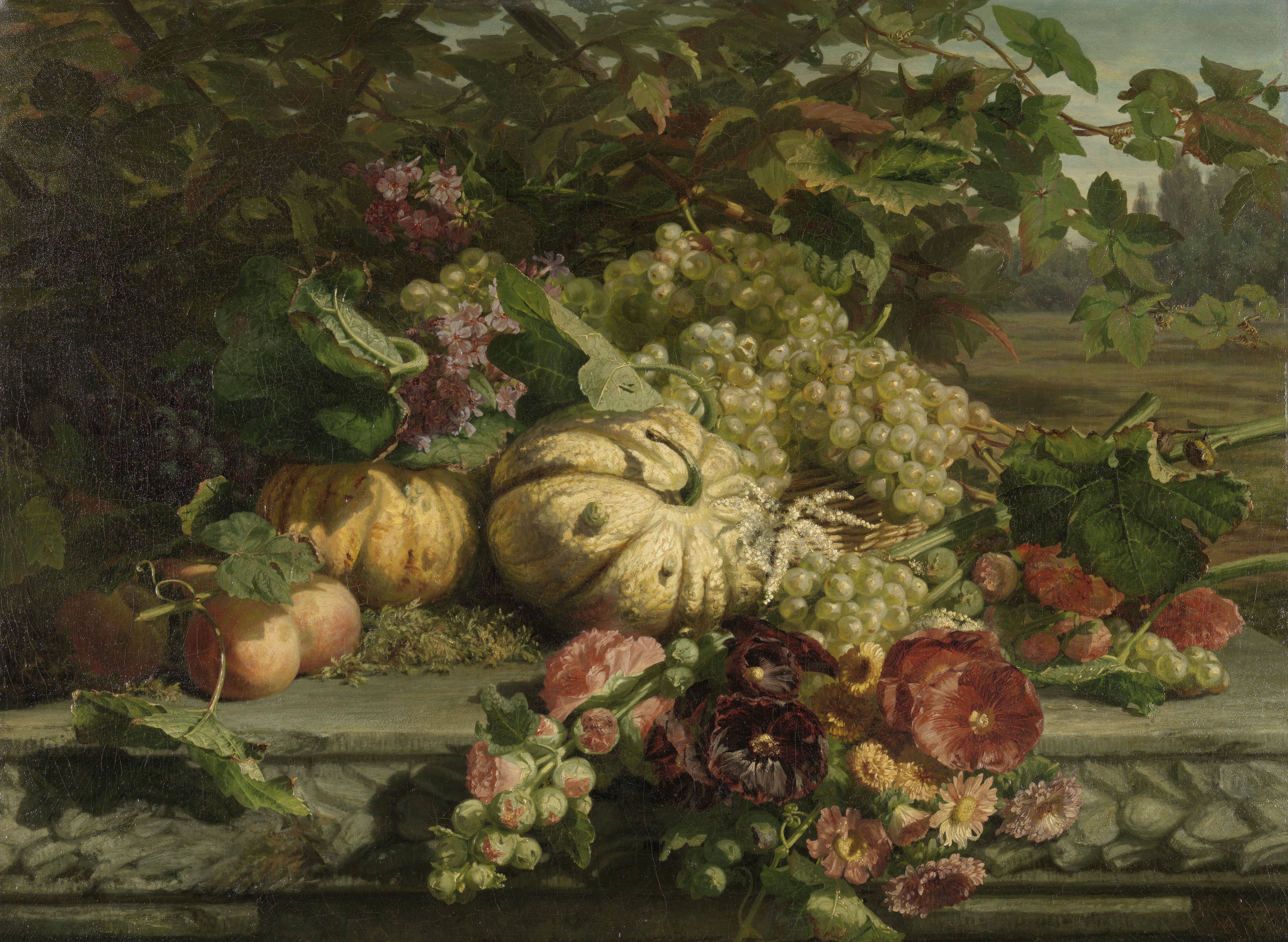
Stillleben mit Blumen und Früchten, 1869
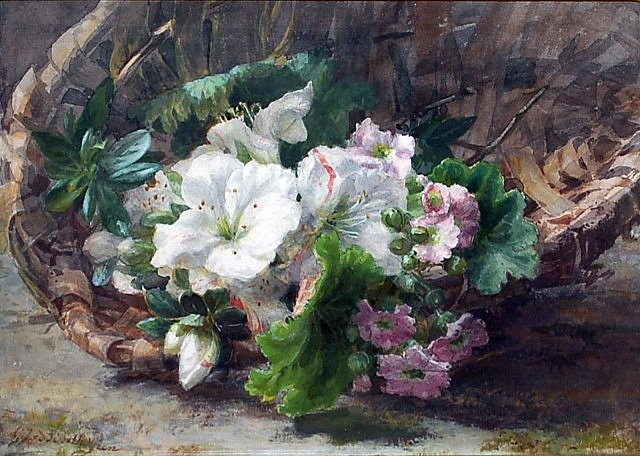
Blumen in einem Korb, 1869